# Oddone Longo
Oddone Longo (Venezia, 6 ottobre 1930 – Padova, 17 novembre 2018) è stato un grecista e filologo classico italiano.
Discepolo, assistente e successore del grecista e filosofo Carlo Diano, fu docente di Letteratura greca, Storia della lingua greca e Storia del pensiero scientifico presso l'Università degli Studi di Padova.

## Biografia
Nasce al Lido di Venezia il 6 ottobre 1930. Il padre, Amedeo Longo, originario di Benevento, era avvocato dello Stato. Oddone, in famiglia chiamato Chico, prende il nome del nonno materno Odone Parmeggiani, cui ancora oggi è intitolata una scuola elementare al Lido di Venezia. La professione del padre Amedeo rende itinerante la vita di tutta la famiglia. Con la madre Paola (Paolina Facchini Parmeggiani) e l'amata sorella Valentina, si trasferiscono e vivono per alcuni anni in diverse città, dall'Aquila a Brescia, poi a Trieste e infine a Torino, oltre ad Ivrea come sfollati durante la guerra.
Nel 1946 due fatti segnano definitivamente la vita di Oddone: la scomparsa del padre, che viene epurato per aver continuato a svolgere la sua professione di avvocato dello Stato durante il regime fascista, e la malattia. All'età di sedici anni, infatti, viene colpito dalla poliomielite. Provvidenziale per la sua ripresa è l'intervento di una fisioterapista di origine berlinese, Edith Breslauer. Con la madre e la sorella, Oddone si trasferisce per lunghi periodi a Merano, dove impara quella che rimarrà per lui la sua Muttersprache: la lingua tedesca. A Merano, grazie ad Edith Breslauer e complice anche la sua determinazione, riesce a rimettersi in piedi e dopo lunghe cure ricomincia a condurre una vita normale. La malattia non lo allontana dalla sua grande passione per gli studi, che prosegue da privatista e conclude al Liceo Classico "Marco Polo" di Venezia, dove sostiene a pieni voti l'esame di maturità, sempre da privatista.
Si laurea presso l'Università degli Studi di Padova, durante la sessione estiva 1953-1954, con una tesi dal titolo "Capitoli su Tucidide" con relatore il professor Carlo Diano. Da Diano ha appreso il valore della singola parola greca e l'amore per il lessico contestualizzato, da riscoprire continuamente a seconda dei testi. Di qui nascono Il Prometeo legato e i frammenti della Trilogia (1959), Il significato politico del Prometeo di Eschilo e, più tardi, il Commento linguistico alle Trachinie di Sofocle (1968). Di grande importanza per la storia della lingua greca sono gli Scholia byzantina in Sophoclis "Oedipum tyrannum" del 1971 e il poderoso commento all'Edipo re sofocleo pubblicato nel 2007 dall'Istituto Veneto, senza dimenticare il De caelo di Aristotele (Firenze, Sansoni, 1962), ancora oggi un testo di riferimento. Grazie alla collana Proagones ((Padova, ed. Antenore, 1960;Collezione di studi e testi a cura di Carlo Diano) Oddone Longo entra in contatto con Carlo Ferdinando Russo e con lui collaborerà in Belfagor. Rassegna di varia umanità, fondata da Luigi Russo, dal 1982 al 2007.
A Padova Oddone Longo svolge tutta la sua carriera, insegnando Letteratura Greca, Storia della lingua greca e Storia del pensiero scientifico. Il 2 giugno 1977 gli è conferita, su proposta della Presidenza del Consiglio dei Ministri, l'onorificenza di Commendatore al merito della Repubblica Italiana.
Le sue doti gli consentono di apprendere con facilità qualsiasi lingua straniera, spaziando dal greco moderno, al turco, fino al serbo, il croato e lo sloveno, lo spagnolo e il portoghese, oltre al francese e all'inglese, passando anche per il giapponese. La lingua russa, che aveva iniziato a studiare da adolescente, lo accompagnerà fino all'ultimo periodo della sua vita. Non è da meno la sua passione e la sua profonda conoscenza della musica e dell'opera lirica.
Il 10 novembre 1966 sposa Mariateresa, sua studentessa di tredici anni più giovane e innamorata di lui dal primo giorno di università. Il 2 settembre 1967 nasce la figlia Maria Francesca e poi nasce il figlio secondogenito. Dal 2015 Oddone Longo si trova a dover rifare i conti con la poliomielite: la sindrome post-polio lo terrà lontano dal suo mondo di studioso, ed egli passerà gli ultimi tre anni della sua vita seguito nella propria casa e assistito dalla moglie Mariateresa e dai suoi figli. Il 17 novembre 2018 si spegne nella sua casa, nel rispetto della sua volontà e di quella dei suoi famigliari.
Uomo di vasta cultura e di grande passione politica, si è occupato prevalentemente di teatro greco, di pensiero greco, di Aristotele e di Galilei. Fu preside della Facoltà di Lettere e Filosofia dell'ateneo padovano durante gli anni di piombo, dal 1974 al 1980, e mentre ricopriva quella carica subì, come altri suoi colleghi della stessa università, un brutale pestaggio da parte di militanti di Autonomia Operaia nel 1979. In seguito, al termine della sua carriera, fu nominato professore emerito di Letteratura greca presso la medesima università. È stato inoltre presidente dell'Accademia Galileiana di Padova e socio effettivo dell'Istituto Veneto di Scienze, Lettere ed Arti, nonché socio corrispondente dell'Accademia dei Concordi di Rovigo.
Come studioso e storico della scienza approfondisce con rigore e costanza numerosi argomenti, quali Alimentazione animale e encefalopatie spongiformi (Cleup 2002), La nascita della biologia in Grecia (Bompiani 2006), Studi Galileiani (Esedra 2004), Galileo Galilei. L'uomo che contava le stelle (Meridiano Zero 2008). Scienza e filologia si alternano nei volumi di saggi pubblicati presso l'editore Marsilio: La storia, la terra, gli uomini. Saggi sulla civiltà greca (1987), L'universo dei Greci. Attualità e distanze (2000, finalista al Premio Viareggio 2001 e tradotto in spagnolo nel 2009), Saperi antichi. Teoria ed esperienza nella scienza dei Greci (Istituto Veneto); inoltre si segnalano i Saggi sulla civiltà greca. Storia, esegesi, filosofia (Pàtron Editore 2014).
Lo sguardo del grecista si allarga ad argomenti quali Tecniche della comunicazione nella Grecia antica(Liguori 1981), Società e cultura nel mondo antico (Il Poligrafo 2010), Koinon aima: antropologia e lessico della parentela greca (Bari, Adriatica, 1991) con Elisa Avezzù Tenuta, Le forme della predazione: cacciatori e pescatori nella Grecia antica (Napoli, Liguori, 1989), Ecologia antica. Il rapporto uomo-ambiente in Grecia (Aufidus 6 1988), Il condono del tiranno. Politica urbanistica dei Pisistratidi (Magna Graecia 23 1988), La scena della città. Strutture architettoniche e spazi politici nel teatro greco (1989), L'universo stazionario di Epicuro (Kosmos, Ferrara, G. Corbo, 1989, p. 27-38), Le quattro stagioni (Dedalo 1988), I mangiatori di pesci: regime alimentare e quadro culturale (Giardini 1987), Nosside (Reggio Calabria, Parallelo 38, stampa 1990), Ippolito e Fedra tra parola e silenzio (Fabrizio Serra Editore 1989).
Una vita dedicata agli studi e ai viaggi e la curiosità per le altre discipline rendono Oddone Longo un fautore dell'interdisciplinarità, approccio che assieme a Paolo Scarpi e ad altri amici e colleghi di diverse università italiane segnerà l'inizio - nel 1987 - di una lunga avventura intellettuale, che tuttora prosegue: la fondazione dell'Associazione "Homo Edens", di cui Oddone Longo fu presidente fin dall'inizio, rappresenta l'avvio di un percorso di studi e di diffusione dell'approccio interdisciplinare nel campo della storia dell'alimentazione e della cultura del cibo.
Una profonda amicizia lo legava a Francesco Ghiretti, fisiologo e biologo italiano nominato professore emerito della facoltà di Scienze dell'Università di Padova nel 1992. Con Ghiro, così lo chiamava, Oddone Longo collabora in studi che sfociano nella pubblicazione di volumi su tematiche focalizzate sulla biologia: cura insieme a Enrico Renna Acquatilia. Animali di ambiente acquatico nella storia della scienza (1999) e Volatilia. Animali dell'aria nella storia della scienza da Aristotele ai giorni nostri (1999); nel 1993 cura il volume di Francesco Ghiretti La mangusta e il cobra. Scritti di storia (in)naturale.
L'amicizia con il neogrecista Massimo Peri lo porta a collaborare alla traduzione dal greco moderno de La gatta di Corfù di Nikos Dimou (1993), e sempre con Massimo Peri traduce La luna nel pozzo di Nasos Vaghenàs.
L'amicizia con la famiglia Carandini e il suo vivo interesse per le loro vite e vicende hanno prodotto le seguenti pubblicazioni: Albertini, Carandini. Una pagina della storia d'Italia (Istituto Veneto 2005); Niccolò Carandini. Il lungo ritorno (con Elisa Majoni e Antonio Daniele, 2005); Elena Carandini Albertini. Diari 1948-1950 (Il poligrafo).
È grazie ad Oddone Longo che all'Accademia Galileiana di Scienze, Lettere ed Arti di Padova, di cui fu presidente per ben tre mandati, venne reintrodotto un costume dimenticato da secoli: donando il suo pianoforte a coda Pleyel, Oddone Longo riprese l'usanza di concludere ogni adunanza con un concerto, invitando a suonare soprattutto giovani pianisti e altri musicisti, a riprova della sua lungimiranza e della grande fiducia riposta nei giovani. Inoltre, dopo anni di silenzio, è sempre grazie ad Oddone Longo che la comunità israelitica in quanto tale tornò protagonista della vita accademica. Esponenti di primo piano della comunità ebraica di Padova da allora stanno dando un prezioso contributo culturale, bruscamente interrotto con l'emanazione delle leggi razziali fasciste, che dal 1938 al 1945 videro anche l'Italia protagonista nella persecuzione del popolo ebraico. Nel 1946 i soci radiati in ottemperanza alle leggi razziali erano stati immediatamente reintegrati e parteciparono, come ora i loro successori, alle attività scientifiche e culturali dell'Accademia Galileiana.

## Opere
Opere principali sulla civiltà greca
- Tecniche della comunicazione nella Grecia antica, Napoli 1981.
- La storia, la terra, gli uomini. Saggi sulla civiltà greca, Venezia 1987.
- Elementi di grammatica storica e dialettologia greca, Padova 1989.
- Homo Edens. Regimi, miti e pratiche dell'alimentazione nella civiltà del Mediterraneo (a cura di O. Longo e P. Scarpi), Milano 1989.
- L'universo dei Greci: attualità e distanze, Venezia 2000.
- Saperi antichi. Teoria ed esperienza nella scienza dei Greci, Padova 2003.
- Scienza, Mito, Natura. La nascita della biologia in Grecia, Milano 2006.
- Società e cultura del mondo antico: nuovi percorsi, Padova 2010.
- Saggi sulla civiltà greca. Storia, esegesi, filologia, Bologna 2014.

Traduzioni
- "Das Unendliche", Giacomo Leopardi «L'Infinito» in Testo a Fronte - Rivista semestrale di teoria e pratica della traduzione letteraria, Ed. Marcos y Marcos 2000
- "Dmitrij Narkisovič Mamin-Sibirjàk (1852 –1912) «Il lago del cigno» (da «Racconti Siberiani, "Il figlio adottivo" 1895, traduzione di Oddone Longo", in Atti e Memorie dell'Accademia Galileiana di Scienze Lettere ed Arti, già dei Ricovrati e Patavina, vol. CXVII (2004 - 2005)

Saggi ed estratti
- "Carlo Diano dieci anni dopo", - Atti del Convegno di studio su Carlo Diano 14 - 15 dicembre 1984, Antenore Padova 1986
- "Fra porco e cinghiale", Aufidus - Rivista di scienza e didattica della cultura classica, anno XIX n. 55, Edizioni Kepos, Roma 1991
- "Euripide e il tempo" in Atti del XV e XVI Congresso internazionale di studi sul dramma antico, Siracusa 1995 - 1997
- "Il concetto di «Nomos» in Erodoto", in Atti e Memorie dell'Accademia Galileiana di Scienze Lettere ed Arti, già dei Ricovrati e Patavina, vol. CXII (1999 - 2000)
- "Aristotele e le basi materiali della memorizzazione" in Atti del XXX Convegno interuniversitario di Bressanone, 18 - 21 luglio 2002
- "For Hecuba! What's Hecuba to him...? Tradizione classica e dramma elisabettiano: il «Troilud and Cressida»", in Atti e Memorie dell'Accademia Galileiana di Scienze Lettere ed Arti, già dei Ricovrati e Patavina, vol. CXVI (2003 - 2004)
- "Il laboratorio di Lauro Galzigna»", in Atti e Memorie dell'Accademia Galileiana di Scienze Lettere ed Arti, già dei Ricovrati e Patavina, vol. CXVI (2003 - 2004)
- "Gli ebrei. Un problema razziale e sanitario?", in Atti e Memorie dell'Accademia Galileiana di Scienze Lettere ed Arti, già dei Ricovrati e Patavina, vol. CXVII (2004 - 2005)
- "Due poesie di Nassos Vaghenàss", in Atti e Memorie dell'Accademia Galileiana di Scienze Lettere ed Arti, già dei Ricovrati e Patavina, vol. CXVII (2004 - 2005)
- "Il campo di prigionia austro-ungarico all'Asinara (1916)" Oddone Longo - Sofia Zani - Loredana Serafini, in Atti e Memorie dell'Accademia Galileiana di Scienze Lettere ed Arti, già dei Ricovrati e Patavina, vol. CXVIII (2005 - 2006)
- "Paesaggio cultuale e paesaggio culturale da Karl Kerényi a Paula Philippson", in Quaderni di Storia n. 62, Edizioni Dedalo Bari, Luglio - Dicembre 2005
- "Rudolph Herzog, Heil Hitler, Das Schwein ist tot! Lachen unter Hitler - Komik und Humor im dritten Reich", Frankfurt a/M, Eichborn Verlang, 2006, pp.268, in Quaderni di Storia n. 62, Edizioni Dedalo Bari, Luglio - Dicembre 2007
- "Termini di parentela in «Amleto»: Classificatorio e Descrittivo, Studi in onore di Pier Vincenzo Mengaldo, Edizioni del Galluzzo, Firenze 2007
- "Il carteggio Diano - Gentile", in Atti e Memorie dell'Accademia Galileiana di Scienze Lettere ed Arti, già dei Ricovrati e Patavina, vol. CXX (2007 - 2008)
- "Carlo Anti, diari e altri scritti", a cura di Girolamo Zampieri, Accademia di Agricoltura, Scienza e Lettere, Verona 2009, in Belfagor 31 luglio 2010
- "L'idea di Europa nel mondo antico", Accademia Galileiana di Scienze Lettere ed Arti, Padova 2010
- "Alla ricerca dell'Europa perduta  [in margine a Massimo Cacciari, Geofilosofia dell'Europa, 1994]", Accademia Galileiana di Scienze Lettere ed Arti, Padova 2010
- "Il pane e il sale. 150 anni e più di Italia divisa", in Quaderni di Storia n. 73, Edizioni Dedalo Bari, Gennaio - Giugno 2011
- "Kafka: processo o procedura?", in Quaderni di Storia n. 76, Edizioni Dedalo Bari, Luglio Dicembre 2012
- "Coniectanea" in Maia, Nuova serie, fascicolo 4, anno 9, ottobre-dicembre 1957. Rocca San Casciano: Arti grafiche F. Cappelli, 1957
- "Simbiogenesi empedoclea" in Quaderni urbinati di cultura classica, nuova serie 61, 1999, n. 1, Pisa; Roma: Istituti editoriali e poligrafici internazionali, 1999
- "Idrografia erodotea" in Quaderni di storia, 24, luglio-dicembre 1986, Dedalo, 1986
- "Tolomeo redivivo" in Geographia antiqua, III-IV (1994-95), Firenze: Giunti, 1995
- "L'antropologia" in Lo spazio letterario della Grecia antica, v. 2.: La ricezione e l'attualizzazione del testo, Roma: Salerno, 1995
- "Rimpianto di Kastorià" in Magna Grecia, a. 25, nr. 9/10 (1990) Cosenza: 1990
- "Dionysos à Thebes" in Les grandes figures religieuses fonctionnement pratique et symbolique dans l'antiquité,  Les belles lettres, 1986
- "Midollo e cervello" in Studi italiani di filologia classica, v. 15, 1 (1997), Firenze: Le Monnier, 1997
- "Ermeneia Choriou tes Elenes tou Euripide" in Epistemonike Epeteris Philosophikes Scholes, t. 12., Thessalonike [s.n.], 1973